# 中津川市立加子母小学校
中津川市立加子母小学校（なかつがわしりつ かしもしょうがっこう）とは、岐阜県中津川市にある公立小学校。

## 就学区域
- 加子母[1]

## 沿革
- 1873年（明治6年） - 加子母村字二渡に養蒙学校が開校する。
- 1878年（明治11年） - 加子母第二小学校に改称する。
- 1885年（明治18年） - 加子母第二簡易科小学校に改称する。
- 1891年（明治24年） - 加子母第二尋常小学校に改称する。
- 1893年（明治26年） - 加子母第三尋常小学校に高等科を設置。
- 1902年（明治35年） - 加子母第三尋常高等小学校の高等科を加子母第二尋常小学校に移し、加子母第二尋常高等小学校に改称する。
- 1908年（明治41年） - 加子母第一尋常小学校と加子母第三尋常小学校を加子母第二尋常小学校へ統合。同時に加子母第二尋常小学校は加子母尋常高等小学校に改称する。旧・加子母第一尋常小学校は北分教場、旧・加子母第三尋常小学校は南分教場となる。
- 1941年（昭和16年）4月1日 - 加子母国民学校に改称する。
- 1947年（昭和22年）4月1日 - 加子母村立加子母小学校に改称する。
- 1962年（昭和37年）4月 - 北分校、南分校を廃止。分校は北分教場、南分教場となる。
- 1963年（昭和38年）
  - 4月 - 北分教場、南分教場を廃止。
  - 11月 - 新校舎（鉄筋コンクリート造）が完成。
- 1998年（平成10年） - 現在の校舎（木造2階建）が完成。
- 2005年（平成17年）2月13日 - 中津川市が恵那郡坂下町、川上村、加子母村、付知町、福岡町、蛭川村、ならびに長野県木曽郡山口村を編入。同時に中津川市立加子母小学校に改称する。